# Världsmästerskapet i ishockey för damer 2007
Världsmästerskapet i ishockey för damer 2007 avgjordes mellan den 3 och 10 april i Winnipeg och Selkirk, Kanada. Kanada vann turneringen före USA och Sverige. Kazakstan åkte ur A-gruppen och ersattes i världsmästerskapet 2008 av Japan som vann Division I före Lettland.
Till världsmästerskapet 2007 ändras det om lite i programmet eftersom A-gruppen hade utökats till nio lag. Så det blev tre grupper med tre lag i varje, där gruppettorna i alla grupperna spelade vidare i en grupp (Grupp D) om de två finalplatserna. Tredje placerade lag spelade bronsmatch mot vinnaren av Grupp E, som alla grupptvåorna spelat mot varandra i. Grupptreorna spelade i en grupp (Grupp F) där trean åkte ner till Division I 2008.

## Gruppspelet

### Grupp A
- Kazakstan
- Kina
- USA

| Datum        | Match            | Res.  | Perioder      | Spelort |
| ------------ | ---------------- | ----- | ------------- | ------- |
| 3 april 2007 | Kazakstan - USA  | 0 - 9 | 0-5, 0-2, 0-2 | Selkirk |
| 4 april 2007 | Kina - Kazakstan | 7 - 0 | 2-0, 3-0, 2-0 | Selkirk |
| 5 april 2007 | USA - Kina       | 9 - 1 | 4-1, 3-0, 2-0 | Selkirk |

| Grupp A   | SM | V | O | F | GM | IM | P |
| --------- | -- | - | - | - | -- | -- | - |
| USA       | 2  | 2 | 0 | 0 | 18 | 1  | 6 |
| Kina      | 2  | 1 | 0 | 1 | 8  | 9  | 3 |
| Kazakstan | 2  | 0 | 0 | 2 | 0  | 16 | 0 |

SM = Spelade matcher, V = Vinster, O = Oavgjorda, F = Förluster, GM = Gjorda mål, IM = Insläppta mål, P = Poäng

### Grupp B
- Kanada
- Schweiz
- Tyskland

| Datum        | Match              | Res.  | Perioder      | Spelort  |
| ------------ | ------------------ | ----- | ------------- | -------- |
| 3 april 2007 | Schweiz - Kanada   | 0 - 9 | 0-5, 0-2, 0-2 | Winnipeg |
| 4 april 2007 | Tyskland - Schweiz | 0 - 1 | 0-0, 0-1, 0-0 | Winnipeg |
| 5 april 2007 | Kanada - Tyskland  | 8 - 0 | 2-0, 2-0, 4-0 | Winnipeg |

| Grupp B  | SM | V | O | F | GM | IM | P |
| -------- | -- | - | - | - | -- | -- | - |
| Kanada   | 2  | 2 | 0 | 0 | 17 | 0  | 6 |
| Schweiz  | 2  | 1 | 0 | 1 | 1  | 9  | 3 |
| Tyskland | 2  | 0 | 0 | 2 | 0  | 9  | 0 |

SM = Spelade matcher, V = Vinster, O = Oavgjorda, F = Förluster, GM = Gjorda mål, IM = Insläppta mål, P = Poäng

### Grupp C
- Finland
- Ryssland
- Sverige

| Datum        | Match              | Res.     | Perioder           | Spelort  |
| ------------ | ------------------ | -------- | ------------------ | -------- |
| 3 april 2007 | Ryssland - Sverige | 2 - 3    | 0-2, 0-0, 2-1      | Winnipeg |
| 4 april 2007 | Finland - Ryssland | 4 - 0    | 1-0, 1-0, 2-0      | Winnipeg |
| 5 april 2007 | Sverige - Finland  | 0 - 1 sd | 0-0, 0-0, 0-0, 0-1 | Winnipeg |

| Grupp C  | SM | V | O | F | GM | IM | P |
| -------- | -- | - | - | - | -- | -- | - |
| Finland  | 2  | 1 | 1 | 0 | 5  | 0  | 5 |
| Sverige  | 2  | 1 | 1 | 0 | 3  | 3  | 4 |
| Ryssland | 2  | 0 | 0 | 2 | 2  | 7  | 0 |

SM = Spelade matcher, V = Vinster, O = Oavgjorda, F = Förluster, GM = Gjorda mål, IM = Insläppta mål, P = Poäng

## Kvalificeringsrunda

### Grupp D
- Kanada
- Finland
- USA

| Datum        | Match            | Res.      | Perioder                | Spelort  |
| ------------ | ---------------- | --------- | ----------------------- | -------- |
| 7 april 2007 | USA - Kanada     | 4 - 5 str | 2-1, 2-3, 0-0, 0-0, 0-1 | Winnipeg |
| 8 april 2007 | Finland - USA    | 0 - 4     | 0-2, 0-1, 0-1           | Winnipeg |
| 9 april 2007 | Kanada - Finland | 5 - 0     | 3-0, 1-0, 1-0           | Winnipeg |

| Grupp D | SM | V | O | F | GM | IM | P |
| ------- | -- | - | - | - | -- | -- | - |
| Kanada  | 2  | 1 | 1 | 0 | 10 | 4  | 5 |
| USA     | 2  | 1 | 1 | 0 | 8  | 5  | 4 |
| Finland | 2  | 0 | 0 | 2 | 0  | 9  | 0 |

SM = Spelade matcher, V = Vinster, O = Oavgjorda, F = Förluster, GM = Gjorda mål, IM = Insläppta mål, P = Poäng

### Grupp E
- Kina
- Schweiz
- Sverige

| Datum        | Match             | Res.   | Perioder      | Spelort  |
| ------------ | ----------------- | ------ | ------------- | -------- |
| 7 april 2007 | Kina - Schweiz    | 1 - 5  | 0-1, 1-2, 0-2 | Winnipeg |
| 8 april 2007 | Sverige - Kina    | 12 - 2 | 2-1, 5-0, 5-1 | Winnipeg |
| 9 april 2007 | Schweiz - Sverige | 0 - 4  | 0-1, 0-1, 0-2 | Winnipeg |

| Grupp E | SM | V | O | F | GM | IM | P |
| ------- | -- | - | - | - | -- | -- | - |
| Sverige | 2  | 2 | 0 | 0 | 16 | 2  | 6 |
| Schweiz | 2  | 1 | 0 | 1 | 5  | 5  | 3 |
| Kina    | 2  | 0 | 0 | 2 | 3  | 17 | 0 |

SM = Spelade matcher, V = Vinster, O = Oavgjorda, F = Förluster, GM = Gjorda mål, IM = Insläppta mål, P = Poäng

## Nedflyttningsgrupp

### Grupp F
- Kazakstan
- Ryssland
- Tyskland

| Datum        | Match                | Res.  | Perioder      | Spelort  |
| ------------ | -------------------- | ----- | ------------- | -------- |
| 7 april 2007 | Kazakstan - Tyskland | 0 - 3 | 0-2, 0-0, 0-1 | Winnipeg |
| 8 april 2007 | Ryssland - Kazakstan | 7 - 0 | 0-0, 6-0, 1-0 | Winnipeg |
| 9 april 2007 | Tyskland - Ryssland  | 1 - 4 | 1-2, 0-0, 0-2 | Winnipeg |

| Grupp F   | SM | V | O | F | GM | IM | P |
| --------- | -- | - | - | - | -- | -- | - |
| Ryssland  | 2  | 2 | 0 | 0 | 11 | 1  | 6 |
| Tyskland  | 2  | 1 | 0 | 1 | 4  | 4  | 3 |
| Kazakstan | 2  | 0 | 0 | 2 | 0  | 10 | 0 |

SM = Spelade matcher, V = Vinster, O = Oavgjorda, F = Förluster, GM = Gjorda mål, IM = Insläppta mål, P = Poäng

## Slutspel

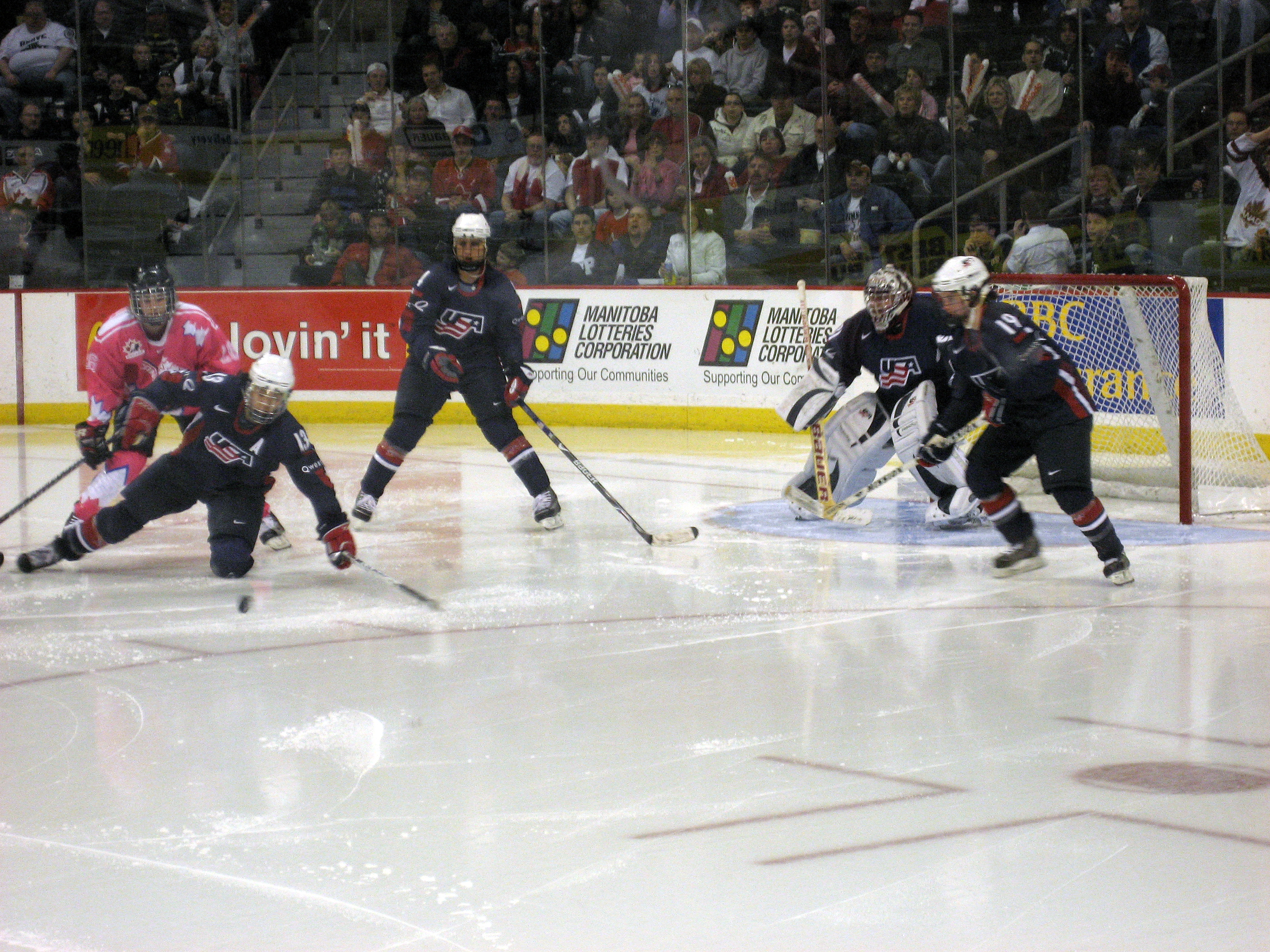
Kanada-USA.

| Datum              | Match             | Res.          | Periodres.         | Spelort  |
| ------------------ | ----------------- | ------------- | ------------------ | -------- |
| Match om 3:e plats |                   |               |                    |          |
| 10 april 2007      | Finland - Sverige | 0-1 ef. förl. | 0-0, 0-0, 0-0, 0-1 | Winnipeg |
| Final              |                   |               |                    |          |
| 10 april 2007      | Kanada - USA      | 5-1           | 0-0, 3-0, 2-1      | Winnipeg |

## VM-ranking
| VM 2007 | VM 2007   |
| ------- | --------- |
| Guld    | Kanada    |
| Silver  | USA       |
| Brons   | Sverige   |
| 4.      | Finland   |
| 5.      | Schweiz   |
| 6.      | Kina      |
| 7.      | Ryssland  |
| 8.      | Tyskland  |
| 9.      | Kazakstan |